# Miriștea
Miriștea (antiguamente Edilchioi) es una localidad rumana de la comuna de Mereni, en el condado de Constanța.

## Toponimia
El antiguo nombre del lugar puede encontrarse escrito con grafías como Edil-Chioi y Edilchioi. Pasó a llamarse Miriștea.

## Historia
Hacia finales del siglo XIX, la localidad, que ya por entonces pertenecía al condado de Constanța, formaba parte de la antigua comuna homónima de Edil-Chioi, de la que era capital, y tenía contabilizada una población de 250 habitantes, en su mayor parte serbios y búlgaros.
En la segunda mitad del siglo XX había pasado a formar parte de la comuna de Mereni. En el censo de 2021 la localidad tenía una población de 14 habitantes.